# Makarti Mulya
Makarti Mulya is een bestuurslaag in het regentschap Ogan Komering Ilir van de provincie Zuid-Sumatra, Indonesië. Makarti Mulya telt 4204 inwoners (volkstelling 2010).